# Малецький Микола Леонідович
Малецький Микола Леонідович (рос. Малецкий Николай Леонидович; 9 травня 1946, Київ — 17 травня 2021) — радянський і український кінорежисер ігрового і документального кіно, сценарист.

## Біографія
Народився 9 травня 1946 р. в Києві в родині службовця. Закінчив режисерський факультет Київського державного інституту театрального мистецтва ім. І. Карпенка-Карого (1974, майстерня Р. Єфіменка).
З 1974 р. по 1989 р. — режисер Київської кіностудії ім. О. П. Довженка. 
З 1977р. по 1981р. викладав кінорежисуру та консультував кіноаматорів у Київському міському клубі кінолюбителів.
З 1989 р. проживав у Москві. Викладав кінорежисуру, був професором ВДІКу.
Нагороджений медалями.

## Фільмографія
Поставив фільми:
- «Втеча з палацу» (1975, у співавт.)
- «Така вона, гра» (1976, у співавт. Бронзова медаль VIII Всесоюзного фестивалю спортивних фільмів, Ленінград, 1979)[1]
- «Будемо чекати, повертайся» (т/ф, 1981, Приз XII республіканського кінофестивалю «Молодість», Київ, 1981)[2],
- «Сімейна справа» (1982; т/ф, на Республіканському кінофестивалі у Жданові, 1983 р.[2] призів удостоєні: режисер Микола Малецький та оператор Ігор Бєляков; приз за найкращу режисуру, всесоюзний фестиваль телефільмів, Мінськ, 1984 р.[3])
- «Стрибок» (1985; приз ЦК ЛКСМУ та диплом фестивалю творчому колективу картини; приз Держкіно України і диплом Ігорю Бєлякову — на Республіканському кінофестивалі у Жданові, 1986 р.)[2]
- Поруч з вами (1986)
- «Мелодрама із замахом на вбивство» (1992, співавт. сцен.)
- «Сніданок з видом на Ельбрус» (1993)
- «Фазіс» піднімає вітрила (1990; док. т/ф; Срібна медаль Всесоюзного фестивалю спортивних фільмів, Львів, 1991)
- «Вершина Візбора» (док. т/ф) та інші фільми…

## Публікації
- Микола Малецький. «Одіссея Віктора Язикова» — «Фізкультура і спорт», 2002, № 07[4]
- Інтерв'ю Миколи Малецького газеті «Факти та коментарі» 9 січня 2003 року про фільм «Така вона, гра» — прототипом головного героя якої був відомий тренер Валерій Лобановський[5]